# Шульман, Джозеф Нил
Джозеф Нил Шульман (англ. J. Neil Schulman; 16 апреля 1953, Форест-Хилс, Нью-Йорк — 10 августа 2019) — американский анархист, писатель и режиссёр, один из теоретиков и разработчиков агоризма. Основные идеи изложены им в книгах «Бок о бок с ночью» и «Радужная каденция» (обе выигравшие награду Общества либертарианцев-футуристов «Prometheus Award» за лучшую новеллу в жанре либертарианской научной фантастики) и в антологии «Грязные грубые рассказики». Его последнее произведение — юмористическое фэнтези «Побег с Небес» (англ.), в котором радио-ток-шоу управляет избирательной кампанией Иисуса, чтобы освободить землю из-под власти бывшей жены Иисуса, Сатаны.
Его статьи и эссе были опубликованы в самых разных журналах, от «National Review» до «Cult Movies», и в газетах, включая статьи для «Лос-Анджелес Таймс». Публицистика Шульмана включает, в частности, сборник статей «Убойная сила: почему 70 миллионов американцев носят оружие», одобренный бывшим президентом Национальной стрелковой ассоциации США Чарлтоном Хестоном, работу «Подстава века?», в которой он предложил альтернативу убийцы, который мог бы подставить О. Джей Симпсона как убившего свою бывшую жену, и его автобиографическую аудиокнигу «Я встретил Бога», в которой этот бывший атеист описывает события, которые привели его к выводу о существовании Бога, но всё же оставили его в желании дистанцироваться от всех религий.

## Жизнь и работа
С 1972 по 1990 г. Шульман был редактором и автором статей для издаваемых Сэмюэлем Эдвардом Конкиным III журналов «New Libertarian Notes», «New Libertarian Weekly» и «New Libertarian», что способствовало первым публикациям его рассказов, интервью с известным писателем-фантастом Робертом Хайнлайном (впоследствии вошедшим в книгу «Интервью Роберта Хайнлайна и прочая хайнлайниана») и написанию тематических статей, начиная от обзоров музыки к кинофильмам и заканчивая темой Холокоста.

### Политика и творчество
Первые публикации на политическую тематику появились у Шульмана в 1972 году, в издаваемых Сэмюэлем Эдвардом Конкиным III журналах «New Libertarian Notes», «New Libertarian Weekly» и «New Libertarian». Также он писал для других либертарианских изданий, таких как «Liberty», «Reason» и «Libertarian Forum» Мюррея Ротбарда.
Позиция Шульмана по вопросу «запрета стволов» привлекла общественное внимание. Дэннис Прагер опубликовал свою эволюцию взглядов от сторонника полного запрета частного огнестрельного оружия до обоснованной Шульманом позиции о защите частного огнестрельного оружия на развороте «Лос-Анджелес Таймс» от 1 января 1992 г.: «Резня, о которой мы не хотим слышать». Интервью, данное Шульманом 13 сентября 1991 г. газете «New Gun Week» совместно с английским экспертом Роем Коперрудом касательно грамматического смысла Второй Поправки, включало законодательные и судебные аргументы. В интервью от 19 сентября 1993 для «Orange County Register» совместно с криминалистом Гэри Клеком Шульман цитирует сторонников обеих точек зрения на вопрос о контроле продаж оружия. Все эти материалы вошли в сборники «Убойная сила: почему 70 миллионов американцев носят оружие» и «Самоконтроль, а не контроль за оружием». Книги получили массу позитивных отзывов, в частности от Якоба Саллума из «National Review», экс-президента Национальной стрелковой ассоциации США Чарлтона Хестона и, как ни странно, сторонника контроля за оружием комментатора Лос-Анджелесского радио Майкла Джексона.
Шульман, хоть и определяющий себя как либертарианца, поддержал американское вторжение в Ирак, несмотря на его оппозицию первой Войне в Заливе. С 2007 года он прекратил свою поддержку военного присутствия США на Ближнем Востоке и заявил себя противником любого использования «жестких» допросов арестантов или тюремного заключения без предъявления обвинения в совершении военных преступлений или терроризма. В 2000 и 2004 гг. голосовал за Буша. В 2008 г. поддержал на выборах кандидатуру Рона Пола, но когда тот потерял поддержку республиканцев, Шульман отдал свой голос Бараку Обаме. С 2002 года Шульман считает себя «сионистом наоборот», утверждая что государство Израиль неспособно обеспечить безопасность еврейского народа и предлагая масштабный план эвакуации евреев Израиля в США и Канаду.

### Работа в кино
Шульман работал сценаристом, режиссёром и исполнительным продюсером фильма «Леди Магдалины» с участием звезды сериала Star Trek Нишель Никольс. В этом же фильме Шульман снимался в роли террориста Али из Аль-Каиды и даже написал две композиции на звуковую дорожку. Премьера фильма состоялась 2 февраля 2008 г. на фестивале в Сан-Диего, где он получил награду «Лучший фильм без острых углов». Первого октября того же года, после его пятого показа на фестивале, «Леди Магдалины» получил приз зрительских симпатий на международном фестивале «Синема Сити».